# الظبورة (مناخة)

تعديل مصدري - تعديل

الظبورة هي إحدى قرى عزلة بني خطاب بمديرية مناخة التابعة لمحافظة صنعاء، بلغ تعداد سكانها 116 نسمة حسب تعداد اليمن لعام 2004.